# حفصة سلطان (ابنة سليم الأول)
حفصة سلطان (توفيت في تاريخ 10 يونيو عام 1538 ميلادية في عاصمة الدولة العثمانية إسطنبول) هي ابنة السلطان سليم الأول، وأخت السلطان سليمان القانوني وعمة السلطان سليم الثاني.
تزوجت أولاً أحمد باشا عام 1512 ميلادية لكن أحمد توفى عام 1516 ميلادية فتزوجت مرة ثانية من مصطفى باشا ابن اسكندر باشا والي البوسنة. توفي مصطفى باشا عام 1528 ميلادية ولم تتزوج حفصة بعدها. توفيت حفصة عام 1528 ميلادية ودُفنت في مسجد ياووزسليم في إسطنبول.